# Humaid Hassan Eisa
Humaid Hassan Murad Eisa – emiracki niepełnosprawny lekkoatleta, medalista paraolimpijski. 
Startował w kategoriach przeznaczonych dla zawodników siedzących. Na paraolimpiadzie wystąpł tylko na igrzyskach w Sydney (2000), gdzie uczestniczył w trzech konkurencjach. W rzucie dyskiem F54 był dziewiąty, z kolei w rzucie oszczepem F52 wywalczył srebrny medal z wynikiem 15,48 m (przegrał jedynie z Nowozelandczykiem Davidem MacCalmanem). Miał wystąpić w pchnięciu kulą F52, jednak nie pojawił się na starcie.